# A-Line
La A-Line è stata un'azienda operante nel campo dell'abbigliamento sportivo, fondata nel 1999 da Andrea Picciau e dagli ex-calciatori Gianluca Festa e Christian Karembeu.

## Storia
Andrea Picciau, ex calciatore dilettante sardo (in Serie C2 con il Valdagno e poi militanze nelle file di Selargius e Atletico Elmas) una volta terminata la carriera diventò il rappresentante in Sardegna per la Biemme, azienda di abbigliamento sportivo del vicentino. Nel 1999 decise di mettersi in propriò e fondò l'azienda A-Line assieme a due calciatori professionisti allora ancora in attività: l'amico d'infanzia e suo conterraneo Gianluca Festa e il francese Christian Karembeu, i due ne diventano i primi testimonial.
Fu decisiva anche un'esperienza precedente di Picciau, nell'anno 1996, quando volò col CUS Cagliari a Punta del Este in Uruguay, per prendere parte ad un torneo universitario internazionale. Seguirono il torneo anche Paco Casal, Pato Aguilera e anche Óscar Tabárez: il braccio destro di Casal Daniel Delgado ottenne i recapiti di Picciau in quanto interessato ad affari con la Biemme. I due rimasero in contatto e tre anni dopo la Nazionale Under-17 di calcio dell'Uruguay ai Mondiali Under 17 in Nuova Zelanda, indossò le prime scarpette della neonata A-Line. Con l'affaire uruguagio anche il giocatore del Cagliari Fabián O'Neill decise di vestire il marchio sardo, ma in cambio chiede 100 paia di scarpette da donare ai ragazzini di uno dei quartieri più poveri di Montevideo.
I due soci furono determinanti, grazie alle loro conoscenze, nella rapida ascesa nel mondo dell'abbigliamento sportivo, che per ovvie ragioni si concentrò soprattutto nell'equipaggiamento calcistico. Di li a poco i calciatori Christian Ziege, Gustavo Poyet, Marcelo Otero, Salvatore Fresi, Marco Branca, Nelson Rivas e soprattutto in Premier League, dove Festa militò diversi anni, i calciatori Ian Wright e Paul Gascoigne diventano testimonial.
Successivamente con l'arrivo di Festa nel Cagliari anche Diego Lopez, Jason Mayélé, Emiliano Melis e Nelson Abeijón indossano A-Line.
A metà degli anni 2000 il brand cresce sempre di più e la visibilità si ha soprattutto con la sponsorizzazione tecnica al Cagliari Calcio dal 2002 al 2005, accresciuta anche grazie all'arrivo del già testimonial Gianfranco Zola. Sempre nel calcio ci fu la sponsorizzazione del Vicenza Calcio dal 2005 al 2007, gli inglesi del MK Dons e la Nazionale di calcio del Libano.
Ma non solo calcio: si ricordano soprattutto gli anni al fianco della Volley Cagliari, negli anni della serie A e della prestigiosa Pallavolo Modena sponsorizzata Daytona ma anche pallacanestro (Cus Cagliari) e il motocross con la fornitura dell'abbigliamento sportivo della Honda Martin Racing nel Campionato mondiale di motocross.
Nel 2005 fu siglato un importante accordo di partnership per sbarcare nel mercato giapponese. Fino ad allora la casa cagliaritana era presente in ben 13 paesi (inclusi gli Emirati Arabi Uniti, il Libano, gli USA e il Qatar). In Giappone, grazie all'accordo con il nuovo licenziatario locale, A-Line puntò ad una serie di accordi con i "college" universitari, veri e propri trampolini di lancio per il giovane football del Sol levante.

## Ultime vicende societarie
Nel 2009 ci furono importanti novità nell'assetto societario e il Presidente della holding degli Emirati Arabi Uniti 32Group, l'iraniano Majid Pishyar acquisì il 51% della società e ne divenne Presidente e Amministratore.
Tutto il management fu cambiato senza ottenere i risultati di crescita sperati. A partire dal 2010 i volumi di vendite ebbero un tracollo finché A-Line International srl fallì nel 2013.

## Squadre sponsorizzate

### Calcio

#### Nazionali
- Libano (2008–2012)

#### Squadre di Club
- Cagliari
- Vicenza
- Torres
- Sambenedettese
- Selargius
- São Bento
- MK Dons
- Baniyas
- Al Dhafra
- Baulmes
- Parramatta Eagles FC

### Pallavolo
- Cagliari
- Modena
- Grazia Deledda

### Rugby
- Bradford Bulls

### Motocross
- Honda Martin Racing

## Testimonial
- Gianfranco Zola
- Alessandro Birindelli
- Cristian Daniel Ledesma
- Salvatore Fresi
- Francesco Cozza
- Emiliano Melis
- Enrico Buonocore
- Marco Branca
- Gustavo Poyet
- Fabián O'Neill
- Marcelo Otero
- Nelson Rivas
- Diego Lopez
- Nelson Abeijón
- Ian Wright
- Paul Gascoigne
- Christian Karembeu
- Christian Ziege
- Mohamed Kallon
- Jason Mayélé